# Лисунов, Владимир Евгеньевич
Владимир Евгеньевич Лисунов (21 марта 1940 — 27 июля 2000) — русский художник-нонконформист, один из представителей ленинградского неофициального искусства 60-х — 80-х, поэт, философ, романтик, мистик. Среди художников и близких людей известен как Лис.

## Биография

### Детство
Владимир Лисунов родился 21 марта 1940 года в Ленинграде, в семье финансистов Евгения Ивановича и Валентины Владимировны Лисуновых.

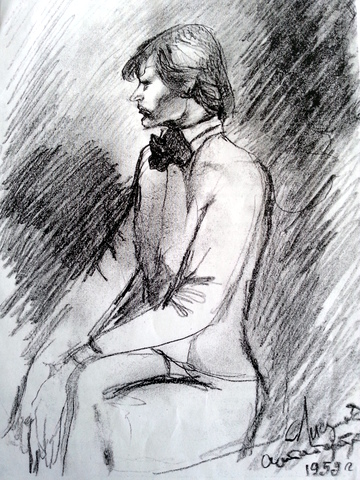
Автопортрет, 1959.

Раннее детство пришлось на годы войны. Вместе с сестрой и матерью, Лисунов пережил ленинградскую блокаду, бомбежки и обстрелы блокадного города.

Рисовать начал с девяти лет. Учился играть на скрипке, писал стихи, но к двенадцати годам понял, что его призвание это живопись.
В 1958 году окончил детскую художественную школу и поступил на факультет живописи в Ленинградскую академию художеств. Учился у педагогов Иогансона, Смирнова и Кипарисова.

### Работа
Работал в Ленинградском театре оперы и балета им. Кирова. Создавал декорации для спектаклей и эскизы костюмов для балерин Н. Макаровой и А. Осипенко. Занимался росписью посуды на Ленинградском фарфоровом заводе и зарабатывал тем, что изготавливал из папье-маше игрушки, которые расписывал красками.

### Творчество
Желая отвлечься от суровой советской действительности, Владимир Лисунов увлёкся мистицизмом и оккультизмом изучая, переписанные от руки, труды Папюса, Блаватской и Кастанеды. Общался с подпольными философами, оккультистами Петербурга и Москвы тех лет, посещал мистические кружки.
 Миром Лисунова был мир «астральных блужданий», в которых он старался уйти от серой обыденности. Идея бесконечности пронизывает все работы мастера, являя зрителю сюжеты странствий некоей силы, соединяющей миры и пространства, в которых главными являются мистические существа «астральные тела», сущности живущих прежде.
Сюжеты одних картин Лисунова наполнены мистическими образами, сюжеты других картин обращены к библейским историям и к деревенским пейзажам. Лисуновым также созданы серии графических работ под названиями: «Астральные блуждания души», «Пейзажи души», «Женский портрет», «Дивы», «Воздушные Ню», «Портреты друзей» и «Люди электрички».

Не имея своей мастерской и стесненный жилищными условиями, Владимир Лисунов писал кртины на лестничной площадке, под недоброжелательные взгляды проходивших мимо соседей. В свободные дни, выезжал в Ленинградскую область, где создал живописные серии пейзажей под названиями «Деревеньки» и «Зимки».

На вопросы о стиле, Лисунов называл себя мистическим символистом.

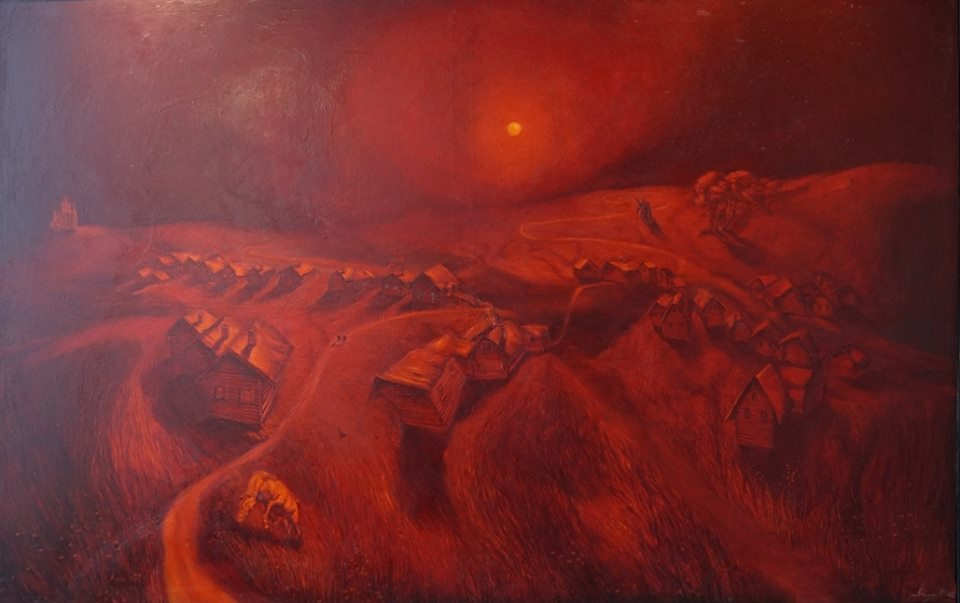
Пожар луны, 1980. Холст, масло. 130х200.

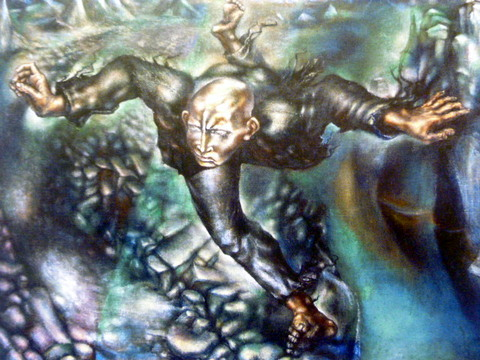
Беглец, 1976. Холст, масло. 108х187.

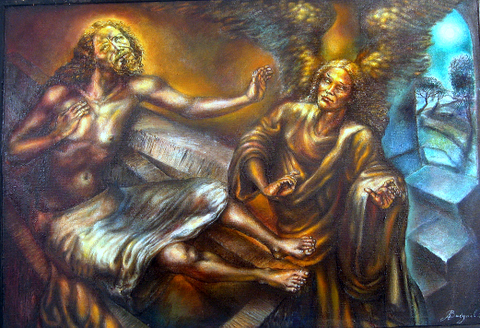
Воскресение, 1995. Холст, масло, 80х100.

 И все же художественный метод Владимира Лисунова можно обозначить как мистический символизм, в котором идея бесконечности, континуум исторической эволюции, являет движение астрального фантома, объединяющего миры и эпохи.
 Возьму также на себя смелость заявить, что придёт время, когда и «Тайной вечере», и «Восшествию на Голгофу», и «Поезду в далекое детство», а особенно «Пожару луны» будут специально посвящены отдельные трактаты и исследования. Потому что основой лисуновского понимания сути искусства является синкретизм  - слияние философского мышления с художественным творчеством.

### Разгромы выставок
Творчество Владимира Лисунова шло вразрез представлениям об искусстве советских идеологов. По этой причине выставки картин Лисунова были запрещены. Попытки устроить официальные выставки его работ, терпели неудачу. Ему отказывали уже в начальной стадии переговоров.

В середине 60 — х, начав нелегальную выставочную деятельность, он попал в поле зрения КГБ, в результате чего его персональные выставки были разгромлены, а работы варварски уничтожены работниками милиции.

Несмотря на запреты, угрозы и преследования со стороны работников КГБ, Владимир Лисунов продолжал работать и, с 1970—1971 год, принял участие в нескольких нелегальных совместных выставках в мастерской художника В. Овчинникова, которые также были разгромлены работниками милиции.
Большинство картин, созданных Владимиром Лисуновым, были уничтожены работниками советской милиции, с санкции КГБ, во время разгромов выставок.

 После разгрома выставки, состоявшейся на факультете журналистики ЛГУ в 1968 г., когда безжалостно срывались со стен листы графики и живописные полотна, а половина работ была варварски попорчена, художнику цинично заявили, что в его работах виден нехороший надрыв настроений...
 По воспоминаниям И. Сарапуловой, во время унизительных процедур при разгроме выставок и различных столкновений с блюстителями порядка Лисунов, стремясь сохранить достоинство свободного человека и свободного художника, проявлял природную эксцентричность характера, предпочитал смеяться и шутить, чем только ухудшал своё положение. Но конформистом он быть не мог. Конечно то был «юмор висельника», а разгромы выставок и обыски на квартире художника (последний обыск был проведён в 1966 г., когда Лисуноов жил на 11-й Красноармейской ул. в доме №4) доводили его до бешенства и отчаяния.
В 1975 году, Лисунов собирался принять участие в выставке авангардистов в ДК «Невский», но, накануне её открытия был задержан работниками КГБ, в результате чего несколько дней провел в камере, в «Большом доме» на Литейном проспекте.
Сидя в камере, Владимир Лисунов набросал карандашом на бумаге эскиз, который позже использовал для написания картины «Беглец», ставшей «визитной карточкой» его творчества. В 2019 году, картина «Беглец», вошла в коллекцию фонда живописи Государственного Русского музея.
Вплоть до 1985 года, Владимиру Лисунову приходилось находиться в постоянной борьбе с властью, пытаясь отстаивать право выставлять свои работы.
 Ни один из официальных художников Ленинграда не подвергался в период застоя такому давлению со стороны властей, какое испытал на себе Лисунов. С 1969 по 1985 г. он не имел возможности участвовать ни в одной официальной выставке. Исключение составили лишь две-три небольшие экспозиции в частных домах.

### Группа «Остров»
В 1984 году, Владимир Лисунов вошёл в Независимое творческое объединение ленинградских художников «Остров».

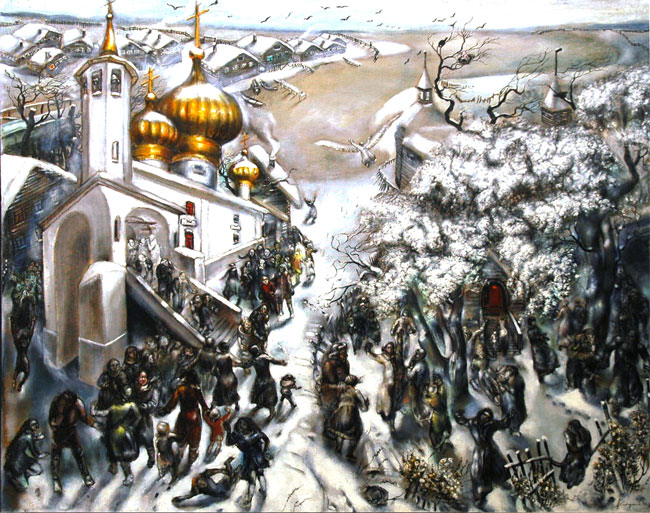
Крещение, 1996. Холст, масло. 90х118.

20 лет принесли «Острову» как мировую славу отдельным художникам, так и ощутимые потери. Одним из самых ярких членов группы, легендарной личностью питерской богемы 90-х был художник Владимир Лисунов. Потрясающий красавец, он чувствовал себя кровно связанным с Петербургским Серебряным Веком, он носил лисьи шубы до пят и непременно широкополые романтичные шляпы, у него качались Венеры на качелях, странные философствующие люди бродили среди фантастических и трущобных городов, от его зим веяло тоской родных предместий Ленинградской области, в них на первый план выходили тоскливо и уютно мыслящие животные и потерянные мужички.

### Перемены
В 1985 году, с началом «перестройки», в Советском Союзе, начались перемены, и к запрещённым художникам стали относиться более лояльно. Им разрешили выставляться, и у Владимира Лисунова появилась возможность принимать участие в официальных выставках.

### Смерть
27 июля 2000 года жизнь Владимира Лисунова была оборвана рукой убийцы. Это убийство так и не было раскрыто.
 О Лисунове при жизни был снят маленький документальный фильм, в нём он читает свои витиеватые страстные стихи, рассказывает о своей любви к рыбалке, и веет от фильма какой-то атомной угрюмой энергией, и видно, что Питер в перестроечные 1990-е был таким концентратом духа и креатива, каким бывает раз в 100 лет. Владимира Лисунова загадочно убил неведомый маньяк в 2000 году. Тогда по Питеру прошла волна загадочных убийств художников, будто бы город избавлялся от своего увядающего уже этапа бурного андеграунда, переходя к новой жизни, невнятно-бормочущим, вялым 2000-м.
Владимир Лисунов похоронен в городе Санкт-Петербурге, на Ковалёвском кладбище.

### Личность и стиль
Современники, близко знавшие Лисунова, называли его Лисом (Лис), и вспоминают его как легендарную личность питерской богемы 50-х — 70-х. Красавец и обладатель стройной фигуры, он носил длинные до пят пальто с небрежно перекинутым через шею длинным красным шарфом.
Его голову всегда украшала широкополая шляпа.

Увидевший Лисунова раз, не мог забыть его никогда.
В его облике, стиле жизни, способах самопрезентации и в самой его профессии – Лисунов был художником – сфокусировался тотальный петербургский эстетизм.

## Семья
Отец — Евгений Иванович Лисунов, по происхождению грек.

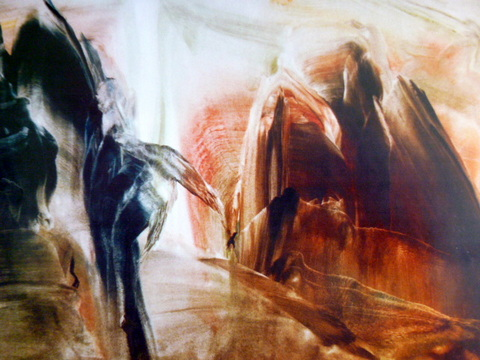
Хрустальные миражи, 1983. Бумага, акварель, гуашь, 49х42.

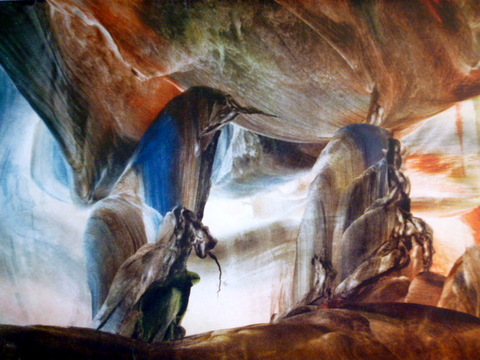
Зеркальный бред блужданий,1982. Бумага, акварель, гуашь, 58х43.

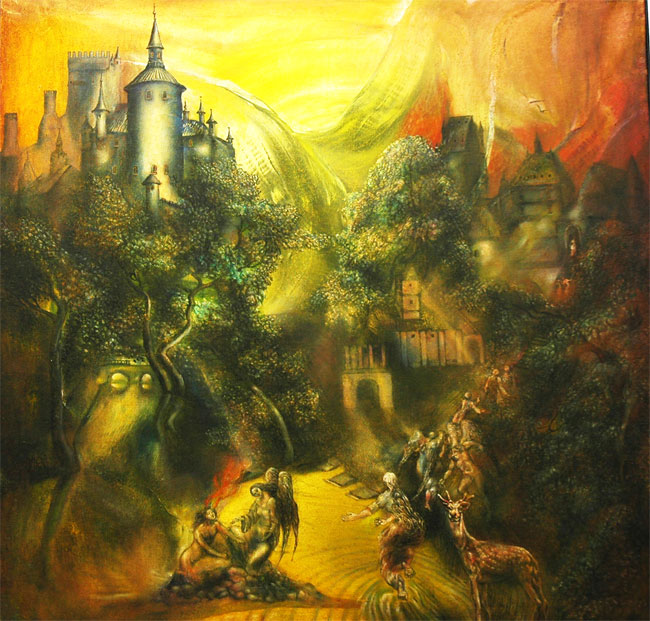
Астральный туман, 1993. Холст, масло, 99х99.

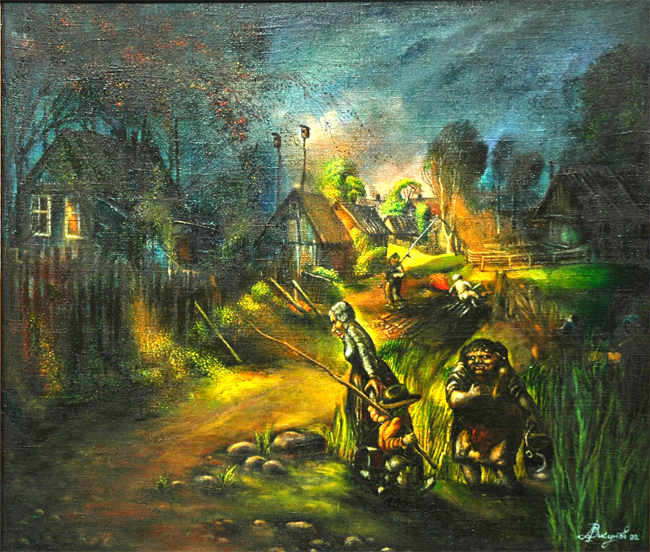
Помыслы, 1992. Холст, масло, 60х71

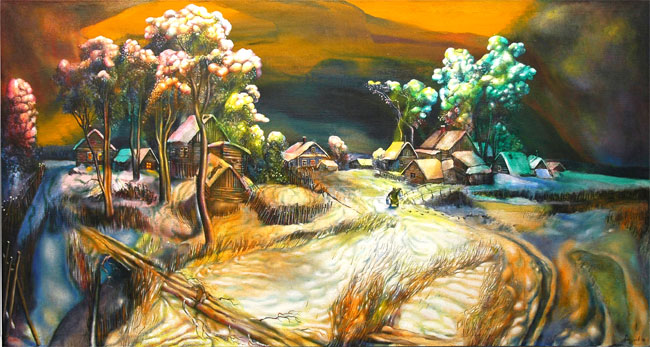
Оттепель, 1992. Холст, масло, 90x181.

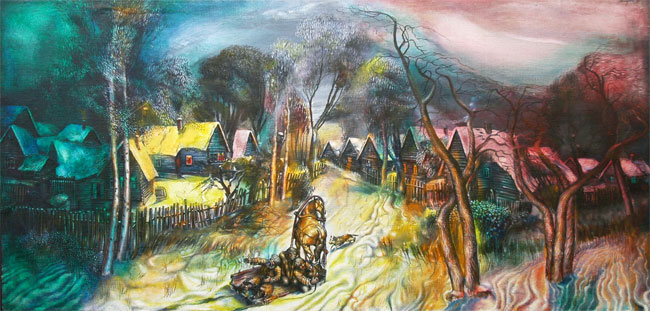
Рождество, 1992. Холст, масло, 81х77.

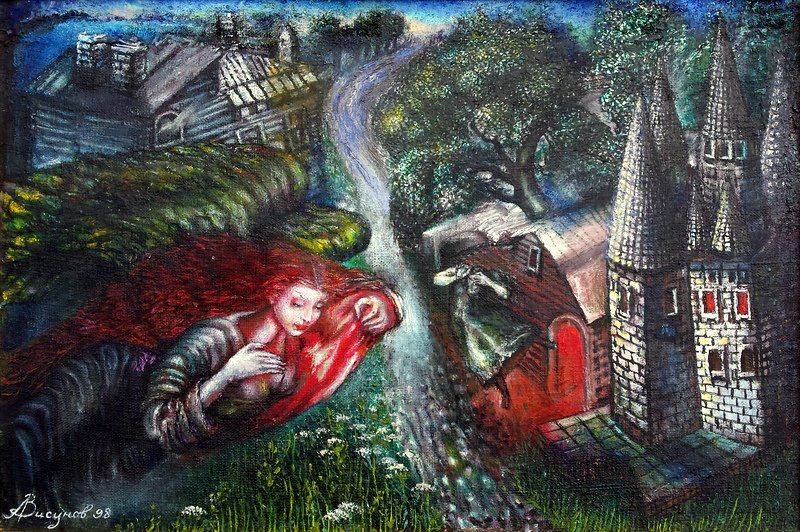
Отрадное, 1998. Холст, масло, 55х37.

 Мать — Валентина Филиповна Лисунова, в девичестве Минина.
 Сестра — Галина Евгеньевна Лисунова.
 Жена — Ирина Сарапулова — искусствовед.

## Выставки

### Персональные выставки
- 1965 — Ленинградский институт текстильной и лёгкой промышленности им. С. М. Кирова (ЛИТЛП)
- 1967 — Тартуский университет (Эстония)
- 1968 — МГУ (Москва);
- 1968 — МИХМ (Москва);
- 1968 — Студгородок (Ленинград)
- 1969 — ЛГУ, факультет журналистики (Ленинград);
- 1969 — Студгородок (Ленинград)
- 1988 — «Метаморфозы Владимира Лисунова», ДК Пищевиков (Ленинград)
- 1990 — Дом писателя (Ленинград, ул. Войнова 18) в связи с 50 — летием
- 2000 — ПЕН-клуб (Санкт-Петербург, Думская 3) в связи с 60 — летием;
- 2000 — Шуваловский дворец (Санкт-Петербург, Фонтанка 21), (посмертная)
- 2001 — Выставочный графический ценнтр «Невограф». Выставка живописи, графики и поэзии «Над ощущением памяти»
- 2007 — Музей нонконформистского искусства (Санкт — Петербург, Пушкинская, 10), живопись
- 2008 — Музей нонконформистского искусства (Санкт — Петербург, Пушкинская 10), графика
- 2009 — Галерея Артлига «Пейзаж в творчестве Владимира Лисунова»
- 2010 — Еврейский культурный центр (Санкт-Петербург). Выставка к 70 — летию со дня рождения
- 2013 — (7 января — 27 января) — Галерея «Двойка» (Санкт — Петербург)— Выставка живописи Владимира Лисунова под названием: «За мной идут горящие снега»
- 2013 — (21 марта — 14 апреля) — Галерея « Двойка» (Санкт — Петербург) — Выставка живописи Владимира Лисунова под названием: «Беглец»
- 2014 — (31 марта — 30 апреля) — АРТ-площадка Арт Муза Лофт (Санкт — Петербург) — Выставка живописи Владимира Лисунова под названием: «Полёт в бесконечность»

### Совместные выставки

#### С группой «Остров»
- 1987 — ДК им. Цурюпы (Ленинград)
- 1987 — Елагин дворец
- 1987 — На Понтонной (Ленинград)
- 1987 — Телецентр (Ленинград)
- 1988 — На Понтонной (Ленинград)
- 1988 — «Весна — 88» Москва
- 1988 — ДК Пищевиков (Ленинград)
- 1988 — г. Куйбышев
- 1989 — «Весна — 89» (галерея клуба художников «Пять углов» при ДК Пищевиков)
- 1990 — «Остров — 90» (Санкт — Петербургский музей истории города)
- 1991 — Санкт-Петербургский государственный университет
- 1995 — «10 лет группы „Остров“» (Музей семьи Самойловых)
- 2008 — «Остров двадцать лет спустя», Выставочный зал Союза художников (Санкт — Петербург)
- 2009 — Выставка в Государственном Санкт-Петербургском Университете.
- 2012 — "Виват «Остров». Галерея «Ликарт»

#### СТЭИИ(Товарищество Экспериментального Изобразительного Искусства)
- 1987 — Выставочный зал Союза художников России на Охте, персональная выставка (Ленинград)
- 1988 — Выставочный зал «Шведская крепость» (Нарва, Эстония)
- 2009 — Галерея «Толстой сквер»
- 2014 — Коллективная выставка членов Товарищества «Свободная Культура», (Музей нонконформистского искусства, ул. Пушкинская, 10)

#### Квартирные выставки
- 1970—1971 — Мастерская Владимира Овчинникова (Ленинград, Кустарный переулок)
- 1975 — Квартира Туровского на Охте, персональная выставка (Ленинград)
- 1977 — Квартира Тамары Валента на ул. Ленсовета (Ленинград)
- 1980 — Квартира Аллы Осипенко и Джона Марковского на ул. Желябова (Ленинград)

#### Другие совместные выставки
- 1977 — Групповая выставка 99 художников в рамках Биеннале диссидентов Биеннале (Венеция, Италия)
- 1985 — «10 лет ленинградского авангарда» (Ленэкспо, Гавань)
- 1986 — Дворец Молодёжи (Ленинград)
- 1987—1991 — Выставочный зал «Шведская Крепость» (Нарва, Эстония)
- 1987—1988 — Театр Ленинского Комсомола (Ленинград);
Клуб железнодорожников; «Современное искусство Ленинграда» («ЦВЗ Манеж»);
 Выставка — аукцион в Ленэкспо «Памяти Владимира Высоцкого»
- 1990 — «Ленинград. Традиции и перестройка» (Париж, галерея Друо Ришельё)
- 1993 — «Весь Петербург — 93 (ЦВЗ Манеж)
- 1995 — Выставка — аукцион АО „Парголовский“; Арт — мозаика» (Шуваловский дворец, Фонтанка 21)
- 2000 — Зимний салон «С Новым Годом» (Городской выставочный зал «Невограф», Невский проспект 3)
- 2001 — Весенний салон «Под знаком женщины» (Городской выставочный зал «Невограф», Невский проспект 3)
- 2001 — «Пасхальный салон» (Городской выставочный зал «Невограф», Невский проспект 3)
- 2005 — Выставка «Артиндекс» (Российский этнографический музей)
- 2006 — Выставка в библиотеке им. Маяковского (Санкт-Петербург)
- 2013 — VII Международная Биеннале «Арт-Мост-Акварель» (Санкт — Петербург)
- 2015 — «Ленинградский андеграунд». «Новый музей». (Санкт — Петербург)
- 2015 — Музей города Террачина — Palazzo Bonifica Pontina. Выставка приурочена к международному фестивалю искусств в Террачине, Италия

## Работы в музеях и коллекциях
Работы художника Владимира Лисунова находятся в Государственном Русском музее, Музее истории Санкт-Петербурга, в Музее нонконформистского искусства (Санкт — Петербург), в Художественной галерее музея Нарвы (Эстония), в Копенгагенском музее изобразительных искусств (Дания), а также в частных коллекциях России, Эстонии, Франции, Германии, Швейцарии, Дании, Норвегии, Голландии, Италии, Финляндии, Польши, США, Канады, Австралии, Израиля и Ирландии.

## Избранные работы

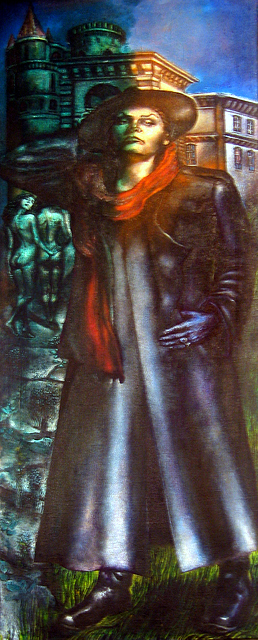
Автопортрет, 1993. Холст, масло, 124х45,5.
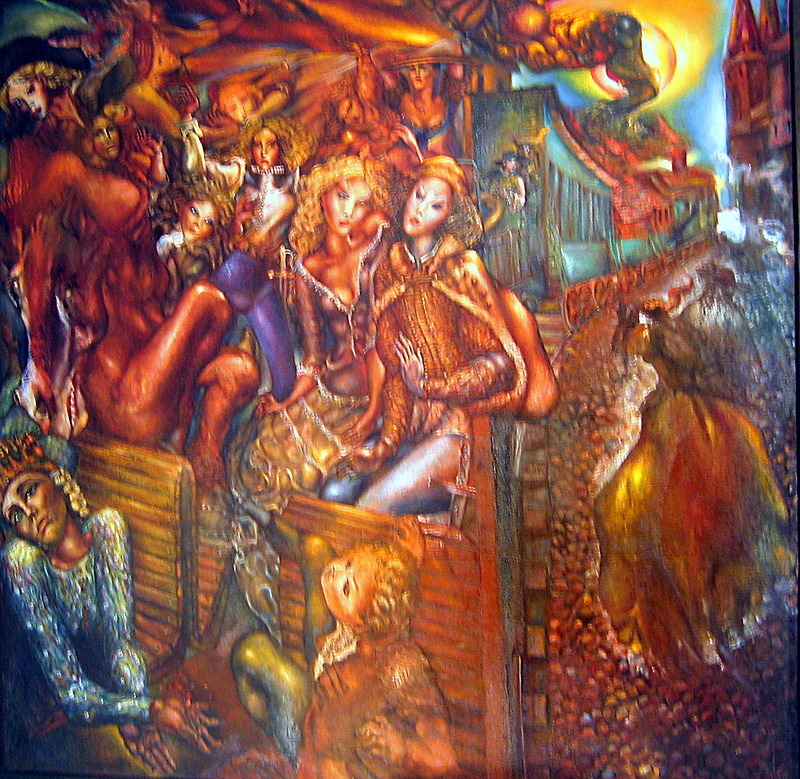
Поезд в далёкое детство, 1980. Холст, масло, 130х130.
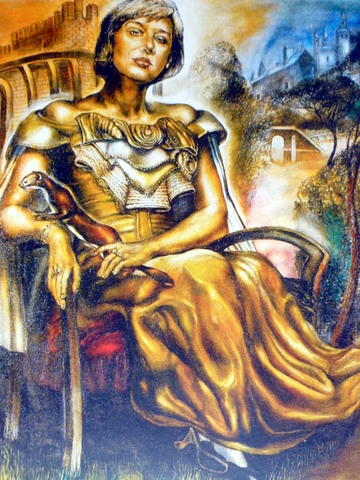
Портрет жены с лаской,1992. Холст, масло, 106х97.
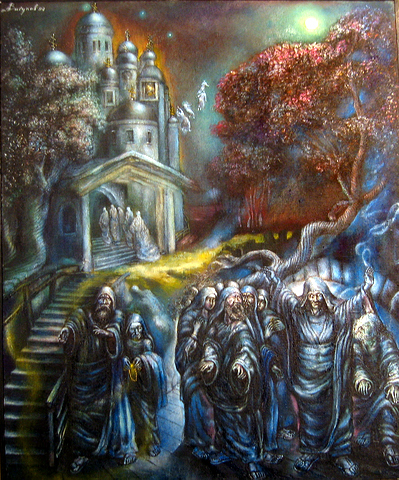
Странные видения ночи, 1999. Холст, масло, 105х85.
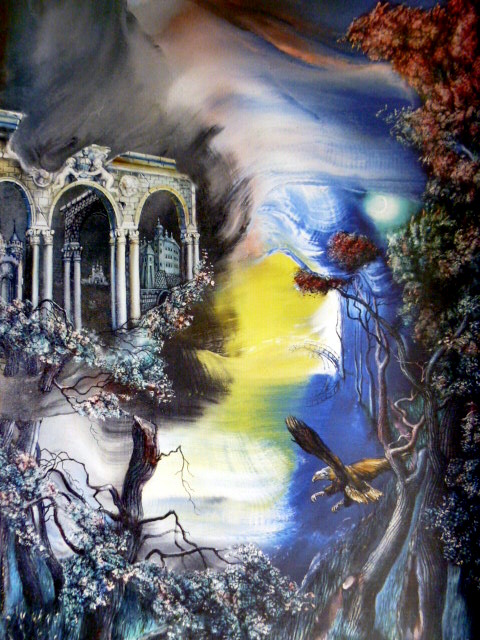
Месяц, влекущий рассвет, 1999. Холст, масло, 118х89.
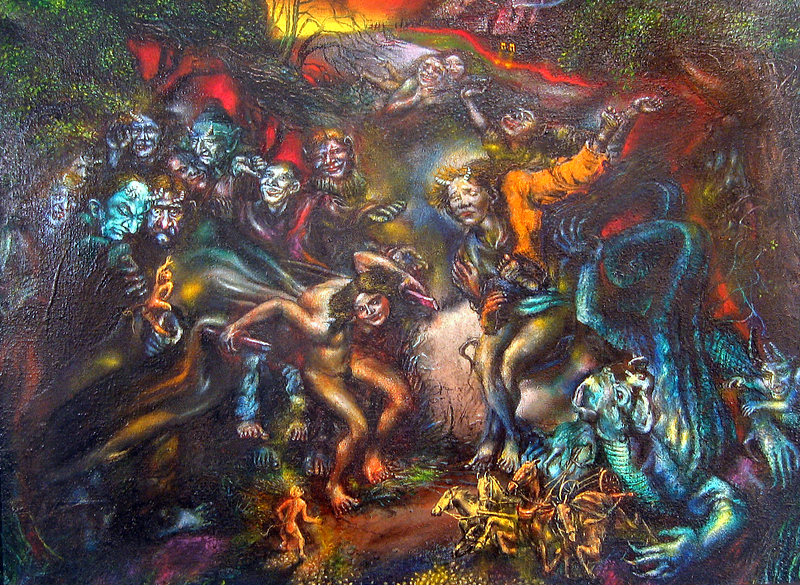
Лесные видения, 1995. Холст, масло, 60х81.

## Поэзия
В 2008 году, издательством «Борей — Арт», выпущен сборник поэзии Владимира Лисунова: «Владимир Лисунов, Стихи». В сборник вошли пятьдесят два стихотворения и три поэмы.

## Фильмография
- В 1989 году снялся в фильме «Мгновения…», (совместное производство Одесской киностудии и Грузия-фильм)[2].
- В 1990 году снялся в кинофильме «Хрустальная история», (Киностудия «Ленфильм»), в роли волшебника[2].